# Бранко Тубић
Бранко Тубић Јелин (Стригова, код Босанске Дубице, мај 1920 — Јаворани, код Скедер Вакуфа, јун 1942), учесник Народноослободилачке борбе и народни херој Југославије.

## Биографија
Рођен је маја 1920. године у селу Стригова, код Босанске Дубице. У његовом селу, било је доста Тубића, а неколико дечака је носило име Бранко. Како би их распознавали, мештани су њиховом имену додавали очево име. Пошто је Бранков отац, Павле који је био добровољац са Солунског фронта, од последица ратних рањавања умро 1934. године, Бранковом имену је додато име његове мајке Јеле, па је био познат као „Бранко Јелин”. Након завршене основне школе, Бранко је остао на селу и бавио се земљорадњом.
У току капитулације Југословенске војске, априла 1941. године, на брду Баље је једна батерија оставила доста наоружања, па је Бранко са својим рођацима прикупио то оружје и скривали су га по кућама. Након формирања Независне Државе Хрватске (НДХ), усташе су тражиле да сви сељаци предају оружје које поседују, али су Бранко и његови рођаци, наставили да га скривају. Заједно са првим таоцима, Бранко је провео месец дана у усташком затвору у Костајници.
У току јула 1941. године, ступио је у везу са комунистима, који су у његовом крају вршили припреме за организовање устанка. Убрзо потом, и сам се укључио у припреме устанка, а крајем јула, заједно са 25-оро својих рођака из села, ступио је у партизанску групу, коју је предводио Ивица Марушић Ратко, народни херој.
Већ у првим акцијама — на железничку станицу Сводна и пилану „Нашичка” у Горњим Подградцима, на Мраковицу и Драготињу и др, Бранко се истакао као један од најхрабријих бораца у Трећој каранској партизанској чети. Приликом освајања села Горње Водичево, код Босанског Новог, непријатељ се утврдио у школској згради, па су се борци Перо Стојнић и Бранко Тубић добровољно пријавили као бомбаши. Они су се пузећи приближили школској згради, потом су успели да униште предстражу од четири војника, бомбе су бацили на прозоре школе и потом позвали остале војнике на предају. Ова борба, одиграла се 18. децембра 1941. и у њој су партизани заробили седам пушкомитраљеза и 40 пушака.
Бранко и још осам бораца из Првог батаљона Козарског одреда, преобучених у домобранске униформе, у ноћи 5/6. јануара 1942. године, су код села Доње Драготиње ушли у оклопни воз, који је саобраћао на прузи Босански Нови—Приједор. Када је воз стао, они су успели да ускоче у вагон и савладају посаду, а потом су се возили све до улаза у Приједор, након чега су искочили и вратили се у своју чету.
Фебруара 1942. године, Бранко је постављен за заменика командира Трећег вода у Козарској пролетерској чети. Након акције, код Крупе на Врбасу, када је његов вод у кањону реке Врбас сачекао и убио 27 усташа, примљен је у чланство Комунистичке партије Југославије (КПЈ).
Када је у Челинцу, 25. марта 1942. формиран Крајишки пролетерски батаљон, Бранко је постао његов борац. Када је у централној Босни, дошло до отвореног сукоба између четника и партизана, четници Лазара Тешановића су у Липовцу напали партизане и убили и ранили неколико бораца, међу којима и доктора Младена Стојановића, а затим је Раде Радић у Јошавци извео четнички пуч у Четвртом крајишком одреду и ликвидирао партизанску болницу и убио рањеног доктора Младена. Након тога, Крајишки пролетерски батаљон је водио свакодневне борбе с четницима, усташама и Немцима.
У борби против бројно надмоћнијих четника, Пролетерски батаљон је покушао ноћу између 31. маја и 1. јуна 1942. године да се преко реке Врбаса пребаци на Козару, али му то није успело. Батаљон је 6. јуна 1942. године, био окружен у Доњој Лепеници на јужним падинама планине Мотајице и у огорченој борби против фолксдојчерског батаљона „Принц Еуген”, делова четничког Борјанског одреда и вода домобрана, изгубио 105 бораца, међу којима и већину руководилаца. Након ове борбе, Бранко је заједно са неколико партизанских бораца био заробљен од стране четника. Након суђења, у селу Јаворани, код Скедер Вакуфа, четници су јуна 1942. године стрељали Бранка Тубића, заједно са партизанком Браном Богуновић.
Указом председника Федеративне Народне Републике Југославије Јосипа Броза Тита, 27. новембра 1953. године, проглашен је за народног хероја.